# Coelocorynus clarkei
Coelocorynus clarkei är en skalbaggsart som beskrevs av Franz Antoine 2003. Coelocorynus clarkei ingår i släktet Coelocorynus och familjen Cetoniidae. Inga underarter finns listade i Catalogue of Life.